# Picton (Australie)
Pour les articles homonymes, voir Picton.

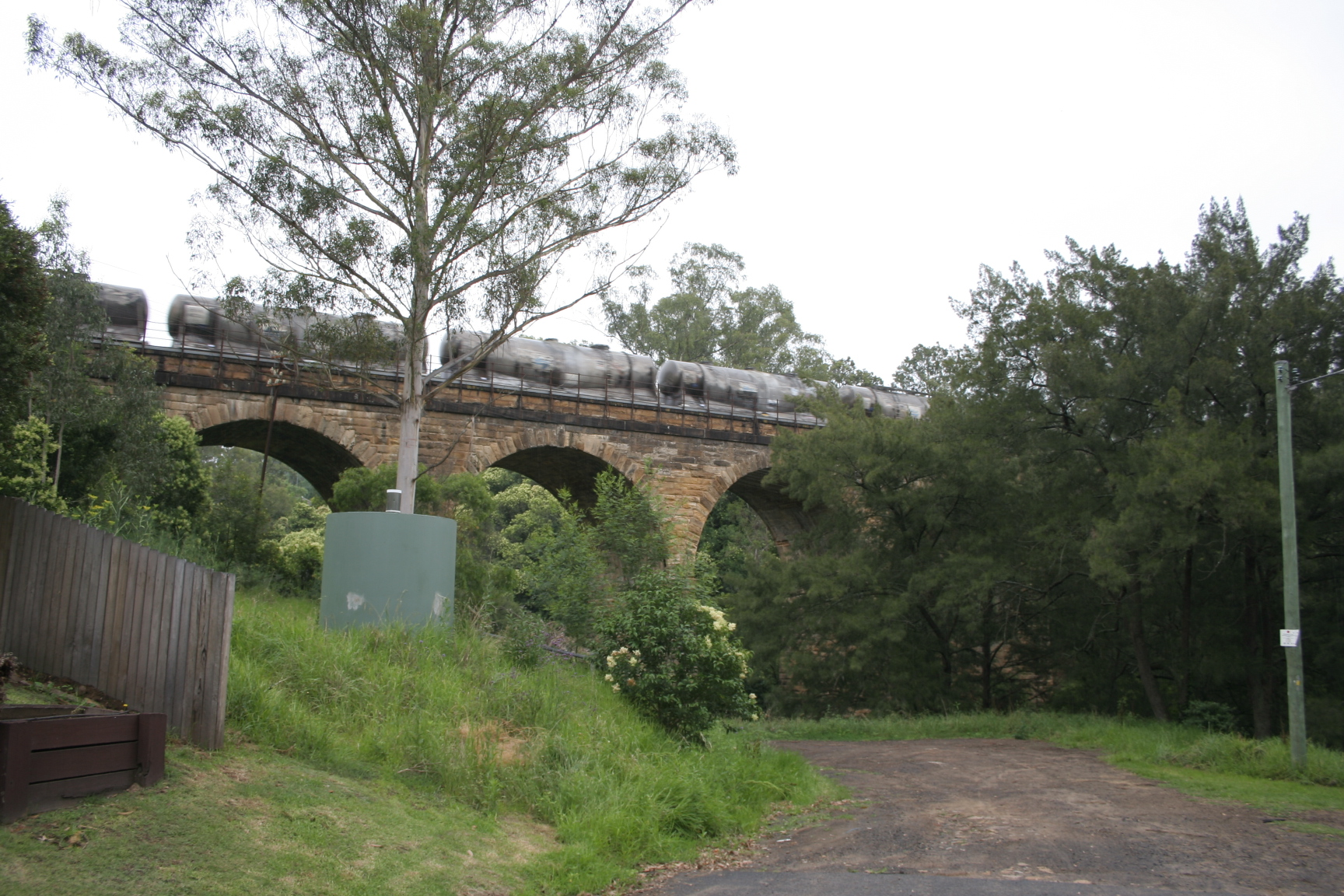
Le pont de chemin de fer datant de 1863 et enjambant le Stonequarry Creek.

Picton est une ville australienne située dans la zone d'administration locale de Wollondilly, dont elle est le siège, en Nouvelle-Galles du Sud.

## Géographie
La ville est située dans la région de Macarthur à 80 km au sud-ouest de Sydney, au pied des Hautes Terres du sud.

## Histoire
La région de Picton a été explorée pour la première fois par les Européens en 1798 et est resté au-delà des limites de colonisation autorisée jusqu'à 1821. Après la découverte de bonnes terres dans la région et le peuplement européen des régions de Bong Bong et de Goulburn, le gouverneur Lachlan Macquarie autorisa la construction de la nouvelle Great South Road (Grande route du sud), entre Sydney et les Southern Highlands en 1819. Cette ouverture permit l'installation des premiers colons à Picton dont Henry Antill Colden qui établit là sa propriété en 1822.
Picton s'est développé quand un nouveau tracé de la grande route du sud coupant par la chaîne Razorback à partir de Camden a été ouvert et surtout après l'arrivée de chemin de fer en 1863. Picton est la seule ville de l'hémisphère Sud que l'on traverse deux fois lorsque l'on voyage en train. L'endroit est appelé Stonequarry en 1841 et rebaptisé Picton en 1845.
Le village reste un point d'arrêt sur la grande route du sud, rebaptisée plus tard Hume Highway, jusqu'à ce qu'une déviation soit mise en service dans les années 1970.
Des feux de brousse ont détruit plusieurs maisons dans la région de Nangarin à la périphérie orientale de Picton en septembre 2006.

## Démographie
| 2006  | 2011  | 2016  | 2021  |
| ----- | ----- | ----- | ----- |
| 4 286 | 4 595 | 4 816 | 5 282 |